# Andrea Ellenberger
Andrea Ellenberger, née le 22 mars 1993 à Hergiswil, est une skieuse alpine suisse spécialisée en slalom géant.
Elle est championne du monde du Team Event 2019.
Elle remporte sa première victoire en Coupe du Monde lors du Team Event des finales de 2022.

## Biographie
Andrea Ellenberger grandit dans la commune nidwaldienne d'Hergiswil, où elle commence à skier dès  l'âge de 3 ans avant de fréquenter le ski-club local et de remporter de nombreuses courses en tant que juniors. Considérée rapidement comme un des plus grands talents du ski suisse, elle est sans cesse handicapée par de nombreuses blessures (lésions du ménisque, fracture d'une vertèbre lombaire, déchirure du ligament croisé) dès l'âge de 13 ans. Après avoir obtenu en 2012 sa maturité gymnasiale au collège sportif d’Engelberg, elle obtient un bachelor à distance en psychologie.

### Les débuts difficiles
Elle débute dans les courses FIS durant la saison 2008-2009, lors d’une épreuve disputée à Zinal. En 2010, elle subit une première rupture de ligament croisé, mais revient à la compétition durant la saison suivante et concourt dans ses premières courses de Coupe d'Europe. En 2012, elle prend part à sa première manche de Coupe du monde, mais dispute principalement des courses en Coupe d'Europe. Appelée sporadiquement en Coupe du monde (cinq géants disputés entre décembre 2012 et octobre 2014), elle souffre de plusieurs blessures, notamment au genou. Ne parvenant pas à se débarrasser de douleurs persistantes, elle doit cesser totalement de s'entraîner pendant plusieurs mois, ce qui l’éloigne progressivement des cadres suisses. Elle semble alors perdue pour le sport d'élite quand elle doit subir une opération du dos en 2017 pour se faire retirer un disque intervertébral. Hors des cadres de l’équipe de Suisse depuis 2016 par manque de points FIS, blessée au ligament croisé et sans le soutien de sa fédération, elle revient cependant à la compétition en février 2018, avant de participer, durant l’été, à plusieurs épreuves dans l’hémisphère sud.

### Les premiers succès
Ses résultats lui permettent de renouer avec des compétitions de Coupe du monde, lors du slalom géant d’ouverture de la saison 2018-2019 à Sölden. Lors de cette saison, elle obtient ses premiers points de Coupe du monde lors du slalom géant de Semmering (22e place), avant de terminer à la 11e place de celui de Kronplatz quelques jours plus tard.
Lors des championnats du monde 2019, elle fait partie en tant que remplaçante du groupe composé de Wendy Holdener, Aline Danioth, Ramon Zenhäusern, Daniel Yule et Sandro Simonet qui remporte le titre de champion du monde par équipe. En slalom géant, elle prend la dixième place.
Elle retrouve en 2020 le Top15 en Coupe du Monde avec une 12ème place en géant sur la piste Podkoren Kranjska Gora en février puis la 11ème place au géant de Sölden en octobre, égalant alors le meilleur résultat de sa carrière.

### Saison 2021-2022
De retour sur la piste de Sölden, elle commence sa saison en marquant les points de sa 24ème place en géant, puis ceux de sa 12ème place lors du parallèle de Lech où elle améliore sa performance de la saison précédente (18ème). Entre décembre en janvier, elle marque des points lors de quatre géants de suite, dont une treizième place à Kranjska Gora. Elle est alors retenue dans le groupe qui se rend en Chine pour les Jeux olympiques 2022 mais elle n'y dispute finalement aucune course. En mars à Åre, elle obtient encore la 19ème place du géant mais échoue de peu à se qualifier pour les finales de la Coupe du Monde dans cette discipline (26ème alors que seules les 25 meilleures sont retenues). Elle est cependant retenue pour le Team Event pour encadrer trois jeunes athlètes inexpérimentés (Delphine Darbellay, Livio Simonet et Fadri Janutin) et, de façon inattendue, remporte avec eux cette compétition en battant l'Autriche en finale. C'est pour eux quatre leur première victoire de Coupe du Monde.

## Palmarès

### Championnats du monde
| Édition / Épreuve | Slalom géant | Team Event |
| ----------------- | ------------ | ---------- |
| Mondiaux 2019 Åre | 10e          | Or         |

### Coupe du monde
- Premier départ : 16 décembre 2012, géant de Courchevel, DNF1
- Premier top30 : 28 décembre 2018, géant de Semmering, 22ème
- Meilleur résultat:
  - victoire Team Event de Méribel (finales de Coupe du Monde 2022)
  - 11e place en slalom géant à Kronplatz (janvier 2019) et à Sölden (octobre 2020)
- Meilleur classement général : 64ème en 2022
- 2 podiums par équipes.

| Saison/Classement | Général | Général | Slalom géant | Slalom géant | Parallèle | Parallèle |
| Saison/Classement | Class.  | Points  | Class.       | Points       | Class.    | Points    |
| ----------------- | ------- | ------- | ------------ | ------------ | --------- | --------- |
| 2018-2019         | 88e     | 33      | 32e          | 33           | -         | -         |
| 2019-2020         | 71e     | 60      | 23e          | 53           | 38e       | 7         |
| 2020-2021         | 80e     | 37      | 33e          | 24           | 18e       | 13        |
| 2021-2022         | 64e     | 91      | 26e          | 69           | 12e       | 22        |

### Coupe d'Europe
- Premier départ : 14 décembre 2011, géant de Zinal, DNF1
- Premier top30 : 18 décembre 2011, géant de Valtournenche, 26ème
- Premier top10 : 23 novembre 2013, géant de Levi, 6ème
- Meilleur résultat : 6e place en slalom géant à Levi (2013), Funäsdalen (2018) et Folgaria (2019)
- Meilleur classement général : 61ème en 2019
- Meilleur classement du géant : 19ème en 2019

| Saison/Classement | Général | Général | Slalom géant | Slalom géant | Combiné | Combiné |
| Saison/Classement | Class.  | Points  | Class.       | Points       | Class.  | Points  |
| ----------------- | ------- | ------- | ------------ | ------------ | ------- | ------- |
| 2011-2012         | 145e    | 15      | 60e          | 15           | -       | -       |
| 2012-2013         | 132e    | 21      | 55e          | 21           | -       | -       |
| 2013-2014         | 75e     | 103     | 24e          | 103          | -       | -       |
| 2014-2015         | 130e    | 26      | 55e          | 26           | -       | -       |
| 2015-2016         | 175e    | 4       | -            | -            | 44e     | 4       |
| 2016-2017         | -       | -       | -            | -            | -       | -       |
| 2017-2018         | -       | -       | -            | -            | -       | -       |
| 2018-2019         | 61e     | 147     | 19e          | 147          | -       | -       |
| 2019-2020         | 87e     | 66      | 25e          | 66           | -       | -       |

### Championnats du monde junior
| Édition / Épreuve       | Slalom géant | Team Event |
| ----------------------- | ------------ | ---------- |
| Mondiaux 2012 Roccaraso | Abandon      | Bronze     |
| Mondiaux 2014 Jasná     | Abandon      | -          |

### Championnats de Suisse
Troisième du géant 2022